# Dorcadion cingulatum
Dorcadion cingulatum är en skalbaggsart som beskrevs av Ludwig Ganglbauer 1884. Dorcadion cingulatum ingår i släktet Dorcadion och familjen långhorningar.
Artens utbredningsområde är Iran. Inga underarter finns listade i Catalogue of Life.